# دفر (باغ صفا)
دفر (بالفارسية: دفر) هي قرية تقع في إيران في قسم باغ صفا الريفي. يقدر عدد سكانها بـ 233 نسمة بحسب إحصاء 2016.